# Xove Pobo
Xove Pobo – przystanek kolejowy kolei wąskotorowej FEVE w Xove, w Galicji, w Hiszpanii. Obecnie w rozkładzie jazdy można spotkać również nazwę Xove Apeadero.
| Xove                           |  |                        |
| Linia Ferrol – Gijón (97,7 km) |  |                        |
| Xuancesodległość: 4,0 km       |  | Xove odległość: 1,3 km |